# Штеккер, Вальтер

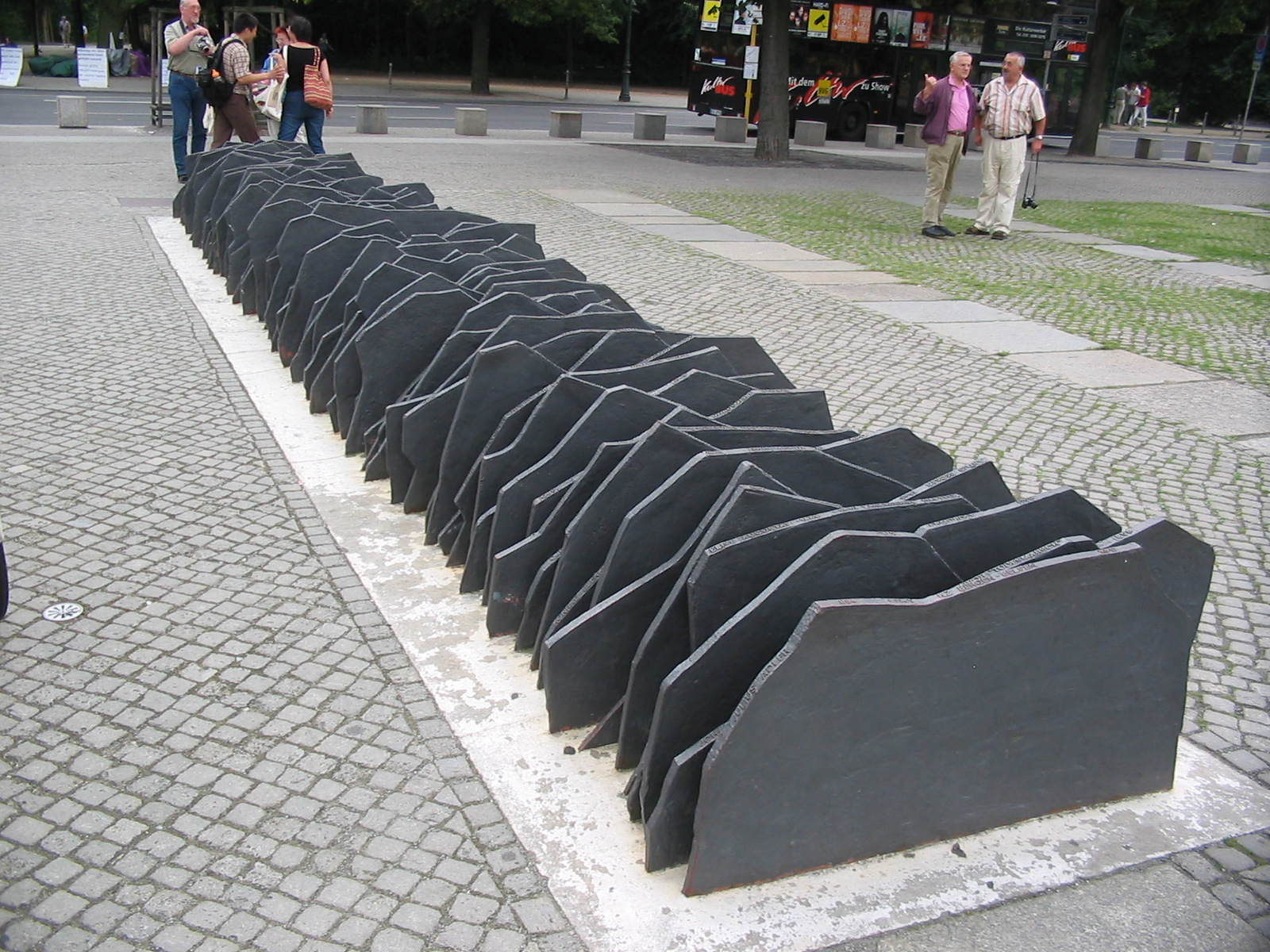
Мемориал жертвам 1933 года у Рейхстага в Берлине. 96 пластин памятника символизируют депутатов рейхстага, павших жертвой национал-социалистов

Ва́льтер Ште́ккер (нем. Walter Stoecker; 9 апреля 1891, Кёльн, Германская империя — 10 марта 1939, концлагерь Бухенвальд) — немецкий политический и общественный деятель, коммунист, журналист, редактор.

## Биография
Сын инженера. После окончания средней школы в 1908 году присоединился к СДПГ и социал-демократическому молодежному рабочему движению в Кёльне. С 1910 года работал в родном городе и Киле редактором социал-демократических газет. С 1912 г. изучал историю и экономику в университетах Лейпцига, Цюриха и Кёльна, где организовал социалистические студенческие кружки.
Участник Первой мировой войны. Призванный в армию в 1915 году, прослужил солдатом до конца войны. Будучи противником войны, в 1917 году покинул СДПГ и вступил в Независимую социал-демократическую партию Германии (НСДПГ).
Видный деятель Ноябрьской революции. В конце 1918 года главный редактор газеты НСДПГ Volkstribüne в Эльберфельде, был избран был членом исполкома Кёльнского совета рабочих и солдатских депутатов и учредительного прусского государственного собрания в 1919 году. В июне 1919 года назначен секретарём штаб-квартиры НСДПГ в Берлине. В 1920 году был избран в рейхстаг, членом которого был до июля 1932 года.
После раскола НСДПГ на Галльском партийном съезде 1920 г. перешёл в германскую компартию и в 1920—1921 года был секретарём Центрального комитета партии. В дальнейшем до 1923 года руководил партийной организацией в Рейнско-Вестфальской области. Будучи с 1920 года депутатом рейхстага, Штеккер часто выступал с речами и заявлениями от имени коммунистической фракции. С 1928 года был председателем Международного союза друзей Советского Союза. Принимал участие в международном антивоенном конгрессе, проходившем в Амстердаме в конце августа 1932 г. В течение 1932 года находился в Испании в качестве инструктора по заданию Коммунистического Интернационала.
После прихода национал-социалистов к власти принял участие в нелегальном заседании ЦК КПГ в феврале 1933 года под Берлином.
В ночь поджога Рейхстага был арестован и заключён сперва в концлагерь Зонненбург, затем Лихтенбург и, с 1937 года, в Бухенвальд, где вместе с Альбертом Кунцем и Теодором Нойбауэром участвовал в организации подпольной группы КПГ.
10 марта 1939 года умер от тифа в концлагере Бухенвальд.

## Память
- Урна с прахом Вальтера Штеккера после войны была захоронена в мемориале социалистов на Центральном кладбище Фридрихсфельде в Берлине.
- В 1981 году почта ГДР выпустила марку, посвящённую В. Штеккеру.